# Spijkenisse
Spijkenisse (nederländskt uttal: [spɛikəˈnɪsə]

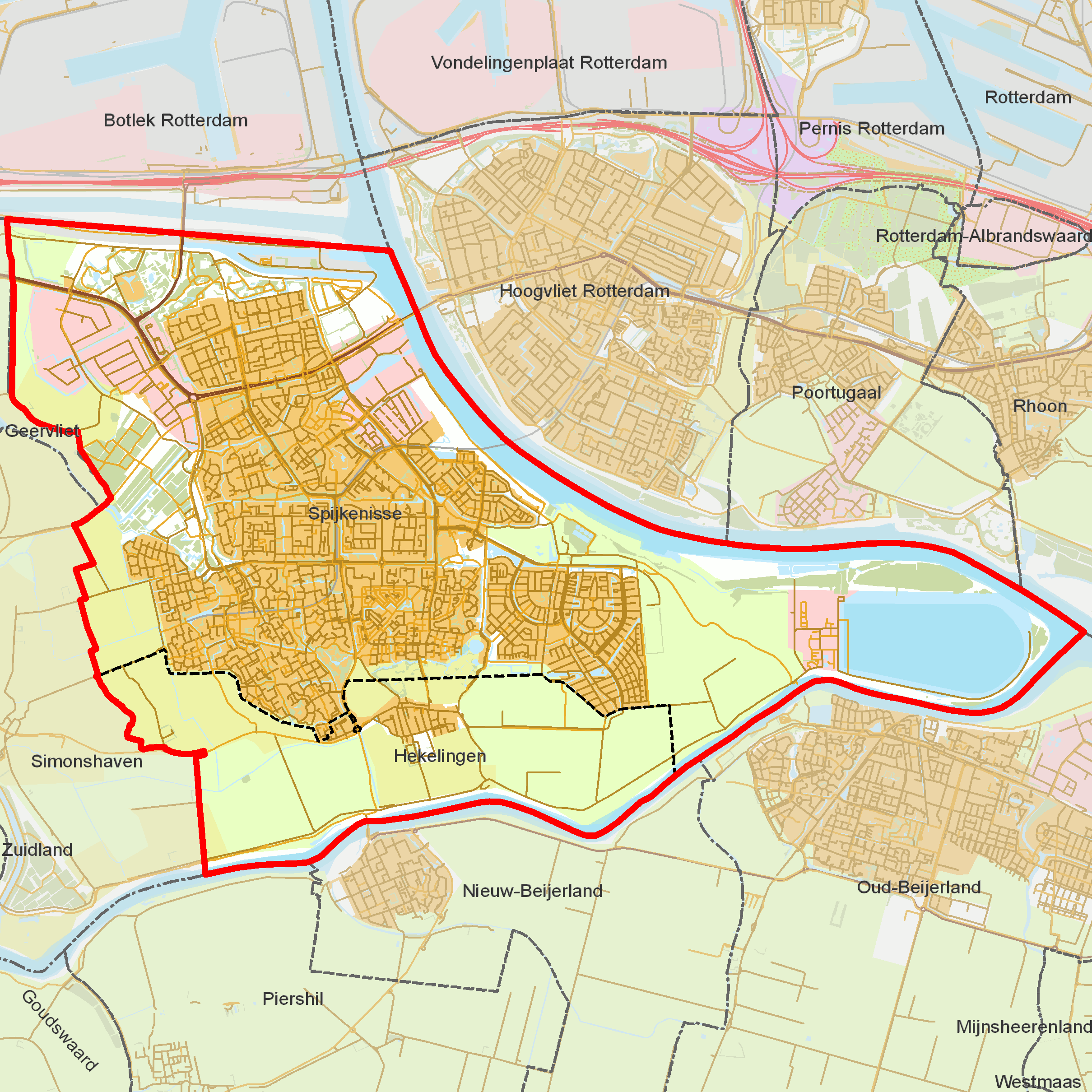
Översiktskarta över den tidigare kommunen, med indelning i kommundelar (orter).

 ( lyssna)) är en stad i provinsen Zuid-Holland i Nederländerna. Spijkenisse var före den administrativa reformen år 2015 en självständig kommun, men slogs då samman med Bernisse till den nya kommunen Nissewaard. Kommundelen Spijkenisse har 72 530 invånare (2022), på en yta av 24,17 km².
Den tidigare kommunen omfattade även orten Hekelingen. Spijkenisse är en del av Rotterdams storstadsområde, Rijnmond.

## Kända personer från Spijkenisse
- Afrojack, DJ och musikproducent
- Duncan Laurence, sångare och låtskrivare
- Kenji Gorré, fotbollsspelare